# Norishige Kanai
Norishige Kanai ( (金井 宣茂?, Kanai Norishige); Tokyo, 5 dicembre 1976) è un astronauta e medico giapponese.

## Biografia
Norishige Kanai è nato a dicembre del 1976 a Tokyo. Si è laureato all'Università militare National Defense Medical a marzo del 2002. Fino al 2004 ha lavorato in diversi ospedali del Giappone finché non è entrato nella Divisione medica della Forza di autodifesa marittima giapponese come Tenente e Ufficiale Medico Subacqueo.

## Carriera come astronauta
A settembre del 2009 è stato selezionato come candidato astronauta della JAXA, addestrandosi per i due anni di addestramento base insieme ai colleghi NASA del Gruppo 20.
Ha partecipato alla missione NASA NEEMO 16 a luglio del 2015 insieme all'astronauta Luca Parmitano dell'ESA, l'astronauta NASA Serena Auñón e l'ingegnere EVA della NASA David Coan trascorrendo due settimane sul fondo del mare a bordo di Aquarius lungo le coste di Key Largo, in Florida.

### Expedition 54/55
Il 17 dicembre 2017 è partito per la sua prima missione spaziale dal Cosmodromo di Bayqoñyr a bordo della Sojuz MS-07 con i colleghi Anton Škaplerov e Scott Tingle per prendere parte all'Expedition 54/55 della Stazione Spaziale.